# 65e Assemblée générale de l'Île-du-Prince-Édouard
La 65e Assemblée générale de l'Île du Prince-Édouard débute le 4 mai 2015, avec la réélection du Premier ministre Wade MacLauchlan après l'obtention d'un gouvernement majoritaire pour les Libéraux lors des élections générales.
Il s'agit de la 65e tenue de l'Assemblée législative de l'Île-du-Prince-Édouard et de la 39e depuis son admission dans le Confédération en 1873.
Il s'agit de la première Assemblée générale dans laquelle siège un député (puis deux) du Parti vert de l'Île-du-Prince-Édouard.

## Membres
Les ministres du Cabinet sont en gras, les chefs de parti sont en italique et le président de l'Assemblée Législative est désigné par une dague (†).
|  | Nom                 | Parti                     | Circonscription             |
|  | ------------------- | ------------------------- | --------------------------- |
|  | Colin LaVie         | Progressiste-conservateur | Souris-Elmira               |
|  | Steven Myers        | Progressiste-conservateur | Georgetown-St. Peters       |
|  | Allen Roach         | Parti libéral             | Montague-Kilmuir            |
|  | Darlene Compton     | Progressiste-conservateur | Belfast-Murray River        |
|  | Alan McIsaac        | Parti libéral             | Vernon River-Stratford      |
|  | James Aylward       | Progressiste-conservateur | Stratford-Kinlock           |
|  | Sidney MacEwen      | Progressiste-conservateur | Morell-Mermaid              |
|  | Buck Watts †        | Parti libéral             | Tracadie-Hillsborough Park  |
|  | Wade MacLauchlan    | Parti libéral             | York-Oyster Bed             |
|  | Robert Mitchell     | Parti libéral             | Charlottetown-Sherwood      |
|  | Doug Currie         | Parti libéral             | Charlottetown-Parkdale      |
|  | Hannah Bell (2017)  | Vert                      | Charlottetown-Parkdale      |
|  | Richard Brown       | Parti libéral             | Charlottetown-Victoria Park |
|  | Jordan Brown        | Parti libéral             | Charlottetown-Brighton      |
|  | Kathleen Casey      | Parti libéral             | Charlottetown-Lewis Point   |
|  | Bush Dumville       | Parti libéral             | West Royalty-Springvale     |
|  | Bush Dumville       | Indépendants              | West Royalty-Springvale     |
|  | Heath MacDonald     | Parti libéral             | Cornwall-Meadowbank         |
|  | Peter Bevan-Baker   | Vert                      | Kellys Cross-Cumberland     |
|  | Brad Trivers        | Progressiste-conservateur | Rustico-Emerald             |
|  | Jamie Fox*          | Progressiste-conservateur | Borden-Kinkora              |
|  | Matthew MacKay      | Progressiste-conservateur | Kensington-Malpeque         |
|  | Janice Sherry       | Parti libéral             | Summerside-Wilmot           |
|  | Chris Palmer (2016) | Parti libéral             | Summerside-Wilmot           |
|  | Tina Mundy          | Parti libéral             | Summerside-St. Eleanors     |
|  | Paula Biggar        | Parti libéral             | Tyne Valley-Linkletter      |
|  | Sonny Gallant       | Parti libéral             | Evangeline-Miscouche        |
|  | Robert Henderson    | Parti libéral             | O'Leary-Inverness           |
|  | Pat Murphy          | Parti libéral             | Alberton-Roseville          |
|  | Hal Perry           | Parti libéral             | Tignish-Palmer Road         |

- Jamie Fox est chef du Parti progressiste-conservateur par intérim de 2015 à 2017.

## Modifications
| Date             | Député        | Circonscription         | Parti | Parti         | Parti | Parti         | Notes |
| ---------------- | ------------- | ----------------------- | ----- | ------------- | ----- | ------------- | --- |
| 1er août 2016    | Janice Sherry | Summerside-Wilmot       |       | Parti libéral |       | Vacant        | Démission par choix personnel. |
| 17 octobre 2016  | Chris Palmer  | Summerside-Wilmot       |       | Vacant        |       | Parti libéral | Élue lors d'une partielle. |
| 19 octobre 2017  | Doug Currie   | Charlottetown-Parkdale  |       | Parti libéral |       | Vacant        | Démissionne par choix personnel. |
| 27 novembre 2017 | Hannah Bell   | Charlottetown-Parkdale  |       | Vacant        |       | Vert          | Élue lors d'une partielle, le siège bascule des libéraux aux verts.                                                                         |
| 31 janvier 2018  | Bush Dumville | West Royalty-Springvale |       | Parti libéral |       | Indépendant   | Quitte le parti Libéral en raison de désaccords, notamment sur les nouveaux découpages électoraux et les processus internes de désignation. |